# Döbern (Elsnig)
Döbern ist ein Ortsteil der Gemeinde Elsnig im Landkreis Nordsachsen in Sachsen.

## Lage
Das Zeilendorf Döbern liegt nördlich der Stadt Torgau und östlich des Ortsteils Neiden in der Elbeniederung an der Alten Elbe unweit des östlichen Stroms. Westlich des Dorfes fließt der Schwarze Graben vorbei. Erreichbar ist das Straßendorf über die Kreisstraße 8987.

## Geschichte
1551 wurde Döbern erstmals urkundlich als Amtsdorf mit 52 Einwohnern genannt. 1552 erwähnte man das Rittergut Schnaditz im Ort. 1774 wurde das Dorf wieder als Amtssitz genannt. Mit dem Namen Dobern wurde der Ort 1428 erwähnt. 1510 trug das Dorf den Namen Doebern und 1529 bereits Döbern, so wie es jetzt noch heißt.
1818 lebten im Dorf 112 Personen, im Jahr 1990 waren es 220. 1994 wurden Döbern, Mockritz und Neiden nach Elsnig eingemeindet.